# Agfa Isola I
La Agfa Isola I è una fotocamera a pellicola prodotta da Agfa tra il 1957 e il 1959.
La Agfa Isola I è una medio formato 6x6 e utilizza pellicole 120. Si tratta di una fotocamera molto economica in plastica e alluminio.
L'ottica è un Agfa Agnar 75 mm che può lavorare a due aperture: f11 e f6.8, le quali sono identificate sulla ghiera laterale semplicemente con icone raffiguranti "tempo soleggiato" e "tempo nuvoloso" rispettivamente. La lente è estendibile e l'otturatore non scatta se la lente non è allungata; un filtro giallo per il bianco e nero è integrato all'interno dell'obiettivo. La messa a fuoco è manuale ed empirica: una ghiera montata sull'obiettivo riporta alcuni settaggi di messa a fuoco standard in base alla distanza del soggetto. L'otturatore va ricaricato dopo ogni scatto e un sistema di sicurezza impedisce lo scatto se la pellicola non è stata trascinata in avanti: pertanto, non sono possibili doppie esposizioni volontarie. Sono possibili due tempi di esposizione: 1/30s (identificato con la lettera M sulla ghiera) e la posa B (bulb) utilizzando un cavo di scatto flessibile (cavo standard di scatto remoto meccanico filettato) o manualmente.
Il trascinamento della pellicola è manuale.